# Canton de Mulhouse-Est
Le canton de Mulhouse-Est est une ancienne division administrative française, située dans le département du Haut-Rhin, en région Grand Est. Le canton de Mulhouse-Est faisait partie de la cinquième circonscription du Haut-Rhin.

## Composition
- Mulhouse (quartiers est)

## Représentation
Canton créé en 1958. (Décret du 26 février 1958).
| Période | Période | Identité                      | Étiquette    | Qualité |
| ------- | ------- | ----------------------------- | ------------ | --- |
| 1958    | 1964    | Adolphe May                   | SFIO         | Employé des PTT, journaliste, puis cadre d’imprimerie Adjoint au maire de Mulhouse (1953-1977) |
| 1964    | 1976    | Raymond Zimmermann            | UDR          | Avocat - Député (1962-1973) |
| 1976    | 1988    | Alphonse Kienzler (1923-1995) | MDSF - UDF   | Médecin Adjoint au maire de Mulhouse |
| 1988    | 2015    | Marc Schittly                 | RPR puis UMP | Docteur en médecine générale à Kingersheim Adjoint au maire de Mulhouse (1977-1983) Suppléant du député Jean-Jacques Weber (1988-1997) puis du député Francis Hillmeyer (2002-2007) Elu en 2015 dans le Canton de Mulhouse-3 |

1. ↑  Adolphe May adhéra au MDSF en 1973 (source : Maitron)